# Liste der Straßennamen in Lissabon/Castelo
Die Liste der Straßennamen in Lissabon/Castelo listet Namen von Straßen und Plätzen der ehemaligen Freguesia Castelo der portugiesischen Hauptstadt Lissabon auf und führt dabei auch die Bedeutungen und Umstände der Namensgebung an. Aktuell gültige Straßenbezeichnungen sind in Fettschrift angegeben, nach Umbenennung oder Überbauung nicht mehr gültige Bezeichnungen in Kursivschrift.

## Straßen in alphabetischer Reihenfolge
Rua das Cozinhas
Rua do Espírito Santo
Beco do Forno do Castelo
Alter als Beco do Forno überlieferter Straßenname, seit 1. September 1859 amtlich mit dem Zusatz do Castelo
Rua das Flores de Santa Cruz
Zunächst Rua das Flores do Castelo, seit 1. September 1859 amtlich mit dem Zusatz do Castelo. Benannt nach der nahegelegenen Igreja de Santa Cruz do Castelo.
Beco do Leão
Alter überlieferter Straßenname.
Beco do Recolhimento
Seit 1. September 1859, zuvor Beco do Jardim.
Rua do Recolhimento
Largo de Santa Cruz do Castelo
Name der ehemaligen Freguesia Santa Cruz do Castelo. Benannt nach der nahegelegenen Igreja de Santa Cruz do Castelo.
Rua de Santa Cruz do Castelo
Benannt nach der nahegelegenen Igreja de Santa Cruz do Castelo.